# Люблин, Иосиф Вениаминович
Иосиф Вениаминович Люблин (1906—1938) — советский чувашский музыкант: пианист и композитор, а также педагог и музыкально-общественный деятель.

## Биография
Родился 19 февраля 1906 года в городе Рудня Смоленской губернии.
В 1930 году окончил Московскую консерваторию по классу фортепиано С. Е. Фейнберга и поехал в Чебоксары. В 1930—1936 годах заведовал учебной частью Чебоксарского музыкального техникума, где также преподавал фортепиано и историю музыки. У него учились будущие чувашские композиторы: Г. В. Воробьёв, В. А. Ходяшев, Г. С. Лебедев, Ф. М. Лукин, А. Г. Орлов-Шузьм, Ф. С. Васильев, А. М. Токарев, Т. И. Фандеев. Иосиф Вениаминович выступал в концертах, проводимых как в музыкальном училище, так и на открытых городских эстрадах, а также на радио в качестве пианиста-солиста или концертмейстера.
В 1936 году И. В. Люблин стал первым директором Чувашской государственной филармонии. С фортепианным сопровождением Люблина в 1937 году были записаны на грампластинки 3 обработки чувашских народных песен в исполнении первых профессиональных певцов-чувашей И. В. Васильева и А. Г. Казаковой. Он был в числе организаторов I-й Республиканской олимпиады искусств (народного творчества).
Также Иосиф Вениаминович Люблин проявил себя как критик и исследователь музыкальной истории Чувашии. Он опубликовал очерки «Советская музыка Чувашии» в книге «Советская Чувашия. Национально-культурное строительство» (М., 1933) и «Чувашская музыка» в сборнике статей «15 лет Советской социалистической Чувашии (1920—1935)» (Ч., 1935), а также статьи и рецензии в газетах, затрагивающие вопросы национального культурного строительства. Совместно с В. М. Кривоносовым и С. М. Максимовым написал монографию «Песенное творчество чувашского народа» (не издана). Люблин стал автором сочинений к драмам П. Н. Осипова «Кужар» и «Кулленхи симфони», проявил себя в песенном жанре — создал хоровую песню «Акатуй каччисем» на стихи В. Е. Митты и несколько обработок народных песен для голоса и фортепиано.
За активную музыкально-общественную деятельность имя Люблина было занесено в Красную книгу ЦИК Чувашской АССР.
5 марта 1938 года И. В. Люблин был арестован по обвинению в контрреволюционной деятельности и расстрелян 22 сентября 1938 года. Посмертно реабилитирован 17 января 1956 года.
В Государственном архиве современной истории Чувашской Республики имеются документы, относящиеся к И. В. Люблину.